# Claude Davis
Claude Davis (1979. március 6., Kingston) jamaicai labdarúgó, aki jelenlegi a Derby County csapatában játszik.

## Pályafutása

### Portmore United
Davis csapatkapitánya volt annak a Portmore Unitednek, mely a 2002/03-as szezonban megnyerte a jamaicai bajnokságot. A Preston North End fel is figyelt rá és próbajátékra hívta 2003 nyarán.

### Preston North End
A védő meggyőzte a Preston vezetőit, amikor ott edzett, akik így 2003 júliusában le is igazolták. A 2004/05-ös évadban keményen megküzdött Chris Luckettivel és Youl Mawenével a csapatba kerülésért. Abban a szezonban 38-szor léphetett pályára, köztük a rájátszás döntőjén is, ahol a PNE kikapott a West Hamtől. Ezután Davis állandó tagja lett a Preston védelmének, amikor pályán volt, a csapat 24 alkalommal nem kapott gólt. A 2005/06-os szezon végén a játékostársak és a szurkolók is őt választották a csapat legjobbjának.

### Sheffield United
2006. június 14-én a Sheffield United klubrekordnak számító 2,5 millió font ellenében leigazolta. A Pengések akkor jutottak fel a Premier League-be, de Davisnek ki kellett hagynia az idény elejét térdsérülés miatt, melyet egy barátságos mérkőzésen szenvedett el. Később azért került az újságok címlapjaira, mert állítóleg összeverekedett Ade Akinbiyivel egy edzésen. Ezt később a klub tagadta. Davis összesen 21 bajnokit és egy kupameccset játszott a Sheffield színeiben.

### Derby County
2007-ben a Premier League-be frissen feljutott Derby Countyhoz került. 2007. július 25-éig nem lehetett tagja a felnőtt keretnek, mert visszautasították munkavállalási kérelmét. Ennek az volt az oka, hogy nem játszott elég válogatott mérkőzést az elmúlt két évben.